# Primo (fumetto)
Primo è un fumetto del 2011 scritto da Marco Rizzo e disegnato da Lelio Bonaccorso, volto a esprimere una critica al fascismo attraverso la figura dell'omonimo protagonista Primo Cossi, il quale avrebbe dovuto incarnare l'ideale del soldato perfetto ma si risveglia nell'Italia repubblicana degli anni di piombo.